# 309-я стрелковая дивизия (2-го формирования)
309-я стрелковая Пирятинская Краснознамённая ордена Кутузова дивизия — воинское соединение Вооружённых Сил СССР в Великой Отечественной войне. Период боевых действий с 9 июля 1942 года по 9 мая 1945 года.

## История
Дивизия начала формироваться в декабре 1941 года в Абакане, как 449-я стрелковая дивизия. В июле 1942 года стала именоваться 309-я стрелковая дивизия.
В начале июля 1942 года дивизия прибыла на Дон. Она расположилась на местности от села Покровка до села Николаевка по левому берегу реки Дон. В её состав входили: 955-й, 957-й, 959-й сп, 343-й отдельный истребительный противотанковый дивизион, 558-й отдельный сапёрный батальон, 326-я отдельная строительная рота, 714-я отдельная рота связи, 306-й отдельный медико-санитарный батальон и 372-я отдельная рота химической защиты. Всего в дивизии числилось 12512 человек личного состава.
10 августа 1943 года дивизия поступила в распоряжение 52-го стрелкового корпуса 40-й армии и к 20.00 сосредоточилась восточней с. Боромля (Тростянецкий район).
13 августа вместе с другими частями корпуса перешла в наступление в направлении с. Шаблёное, ур. Кламовщина.
14 августа около 13.00 подверглась контратакам противника силами батальона/полка при поддержке до 40 танков. Весь день вела сдерживающие бои. За день боёв понесла потери: 46 убито, 103 ранено.
17 августа 1943 года части 309-й сд вместе с другими подразделениями 40-й и 47-й армии перешли в наступление в западном направлении и к 21.00 овладели с. Великий Истороп, обойдя его с юго-востока.
За боевые заслуги удостоена почётного наименования «Пирятинская» (1943), награждена орденом Красного Знамени и орденом Кутузова.

## Командиры
- Афанасьев, Александр Николаевич, полковник, генерал-майор
- Московский, Пётр Григорьевич (18.11.1942 — 02.01.1943), полковник
- Меньшиков, Михаил Иванович (07.01.1943 — 01.03.1943), генерал-майор.
- Дрёмин, Дмитрий Феоктистович (02.03.1943 — 07.04.1944), полковник, генерал-майор
- Вдовин, Григорий Григорьевич (08.04.1944 — 02.05.1944), полковник
- Евстигнеев, Михаил Васильевич (03.05.1944 — 19.08.1944), полковник
- Солдатов, Николай Кириллович (20.08.1944 — 08.09.1944), полковник
- Лев, Борис Давидович (09.09.1944 — 09.05.1945), полковник

## Состав
- 955-й стрелковый полк
- 957-й стрелковый полк
- 959-й стрелковый полк
- 842-й артиллерийский полк
- 343-й отдельный истребительно-противотанковый артиллерийский дивизион
- 738-й отдельный батальон связи (714-я, 704-я отдельные роты связи)
- 558-й отдельный сапёрный батальон
- 362-я отдельная разведывательная рота
- 306-й отдельный медико-санитарный батальон
- 371-я (372-я) отдельная рота химзащиты
- 433-я (733-я) автотранспортная рота
- 436-я полевая хлебопекарня
- 901-й дивизионный ветеринарный лазарет
- 1696-я полевая почтовая станция
- 1066-я полевая касса Госбанка

## Награды
- 19 сентября 1943 года — «Пирятинская» — почётное наименование присвоено приказом Верховного Главнокомандующего от 19 сентября 1943 года в ознаменование одержанной победы и за отличие в боях за освобождение города Пирятина.
- 5 апреля 1945 года —  Орден Красного Знамени — награждена указом Президиума Верховного Совета СССР от 5 апреля 1945 года за образцовое выполнение заданий командования в боях с немецкими захватчиками при форсировании реки Одер северо-западнее города Бреслау (Бреславль) и проявленные при этом доблесть и мужество.[2]
- 4 июня 1945 года-  Орден Кутузова II степени — награждена указом Президиума Верховного Совета СССР от 4 июня 1945 года за образцовое выполнение заданий командования в боях с немецкими захватчиками при овладении городом Бреславль (Бреслау) и проявленные при этом доблесть и мужество.[3]

Награды частей дивизии:
- 842-й артиллерийский Краснознамённый[4] полк

## Отличившиеся воины дивизии
1 ноября 1943 года — за бои на Букринском плацдарме в составе войск 40-й армии 2098 бойцов и командиров награждены орденами и медалями, 47 человек стали Героями Советского Союза:
 Герои Советского Союза.
 Аглетдинов, Файзулла Хазиевич

 Алфимов, Дмитрий Борисович

 Анисимов, Пётр Семёнович

 Балычев, Иван Моисеевич

 Беглов, Валентин Алексеевич

 Белозерцев, Николай Александрович

 Беседин, Николай Фёдорович

 Бондарев, Дмитрий Иванович

 Бондарь, Георгий Герасимович

 Борисов, Михаил Иванович

 Валеев, Салих Шайбакович

 Галатов, Александр Миронович

 Давыдов, Иван Евгеньевич

 Денисенко, Сергей Петрович

 Доможаков, Михаил Егорович

 Дрёмин, Дмитрий Феоктистович

 Ерохин, Михаил Григорьевич

 Задорожный, Григорий Кириллович

 Кашин, Николай Иванович

 Кибаль, Иван Андреевич

 Кисляков, Михаил Степанович

 Котов, Иван Михайлович

 Кудреватов, Андрей Иванович

 Куликов, Алексей Тимофеевич

 Кузнецов, Иван Михайлович.
__.__.1906 - 18.07.1942г.

 Лапин, Александр Николаевич

 Левин, Александр Фёдорович

 Левченко, Григорий Иванович

 Лимонов, Илья Дмитриевич

 Лукьяненко, Антон Иосифович

 Мамаев, Николай Матвеевич

 Мирошник, Михаил Петрович

 Овчаров, Степан Поликарпович

 Оплачко, Александр Алексеевич

 Петров, Василий Васильевич

 Поздеев, Пётр Кириллович

 Потылицын, Дмитрий Павлович

 Привалов, Дмитрий Карпович

 Прокопчик, Анатолий Павлович

 Решетник, Иван Семёнович

 Северин, Иван Кириллович

 Середенко, Александр Лаврентьевич

 Степаненко, Павел Никитович

 Субботин, Владимир Сергеевич

 Суптель, Иван Игнатьевич

 Тереладзе, Акакий Лукич

 Тимченко, Пётр Сергеевич

 Титов, Николай Михайлович

 Туров, Фёдор Дементьевич

 Уткин, Илья Никифорович

 Чебодаев, Михаил Иванович

 Чертов, Анатолий Агеевич

 Шевченко, Григорий Мефодьевич

 Шевченко, Пётр Лаврентьевич

 Яковлев, Василий Нестерович
 Кавалеры ордена Славы трёх степеней.
- Струтовский, Михаил Иванович, старший сержант, командир отделения 558 отдельного сапёрного батальона.
- Шевченко, Семён Алексеевич, старшина, командир расчёта 45-мм орудия 957 стрелкового полка.